# Petrit Zhubi
Petrit Zhubi, född 8 maj 1988, är en svensk fotbollsspelare som spelar för KF Velebit och Uddevalla FC (futsal). Han har även spelat för Sveriges futsallandslag.

## Fotbollskarriär
Zhubis moderklubb är Eds FF. Han värvades inför säsongen 2012 av Åtvidabergs FF från FC Trollhättan. Han debuterade för klubben den 21 april 2012 i en 1–2 förlust mot Helsingborgs IF.
Inför säsongen 2014 skrev han ett tvåårskontrakt med GAIS. I augusti 2015 bröt Zhubi och Gais kontraktet.
I mars 2017 värvades Zhubi av division 2-klubben IFK Uddevalla. I augusti 2017 gick han till IK Oddevold. Den 1 mars 2019 värvades Zhubi division 3-klubben Västra Frölunda IF. Den 29 juni 2019 gjorde han ett hattrick i en 4–2-vinst över Dalen/Krokslätts FF. Efter säsongen 2020 avslutade Zhubi sin fotbollskarriär. Han gjorde dock ett inhopp för division 3-klubben KF Velebit under säsongen 2021. Zhubi spelade återigen för KF Velebit under säsongen 2023.

## Futsalkarriär
Zhubi gjorde nio mål på två matcher i IFK Uddevalla Futsal i Svenska Futsalligan 2014/2015. Han gjorde sex mål på tre matcher för klubben i Svenska Futsalligan 2015/2016. Zhubi debuterade för Sveriges futsallandslag den 29 februari 2016 i en 6–3-förlust mot Finland. Dagen efter, den 1 mars, gjorde han sitt första mål då Finland besegrades med 5–2.
Zhubi gjorde åtta mål på tre matcher för IFK Uddevalla i Svenska Futsalligan 2016/2017. I Svenska Futsalligan 2017/2018 gjorde han 14 mål på fem matcher. I Svenska Futsalligan 2018/2019 gjorde Zhubi sju mål på 15 matcher. Han var med och vann tre raka SM-guld med IFK Uddevalla under dessa säsonger.
I juli 2019 blev Zhubi klar för IFK Göteborg Futsal. Han gjorde 11 mål på 14 matcher i Svenska Futsalligan 2019/2020 samt tre mål på lika många matcher i slutspelet. I juli 2020 tog Zhubi över som spelande tränare i klubben. I november 2020 blev Zhubi utsedd till "årets futsalspelare". I augusti 2022 gick han till Borås AIK och fick även där en roll som spelande tränare. I september 2023 återvände Zhubi till Uddevalla FC.
Totalt har Zhubi spelat 60 landskamper och gjort 29 mål för Sveriges futsallandslag.